# نی‌پهن عبداله
نی‌پهن عبدالله، روستایی از توابع بخش مرکزی شهرستان قصر شیرین در استان کرمانشاه ایران است.

## جمعیت
این روستا در دهستان نصرآباد قرار دارد و براساس سرشماری مرکز آمار ایران [[سرشماری عمومی نفوس و مسکن (1395)، جمعیت آن 86 نفر (17خانوار) بوده‌است.